# 阿拉赫罗
阿拉赫罗（西班牙語：Alajeró）是西班牙加那利群岛圣克鲁斯-德特内里费省的一个市镇。总面积49平方公里，总人口2,006人（2018年），人口密度41人/平方公里。

## 人口
| 阿拉赫罗               |
|                        |
| 来源：西班牙国家统计局 |

## 图集

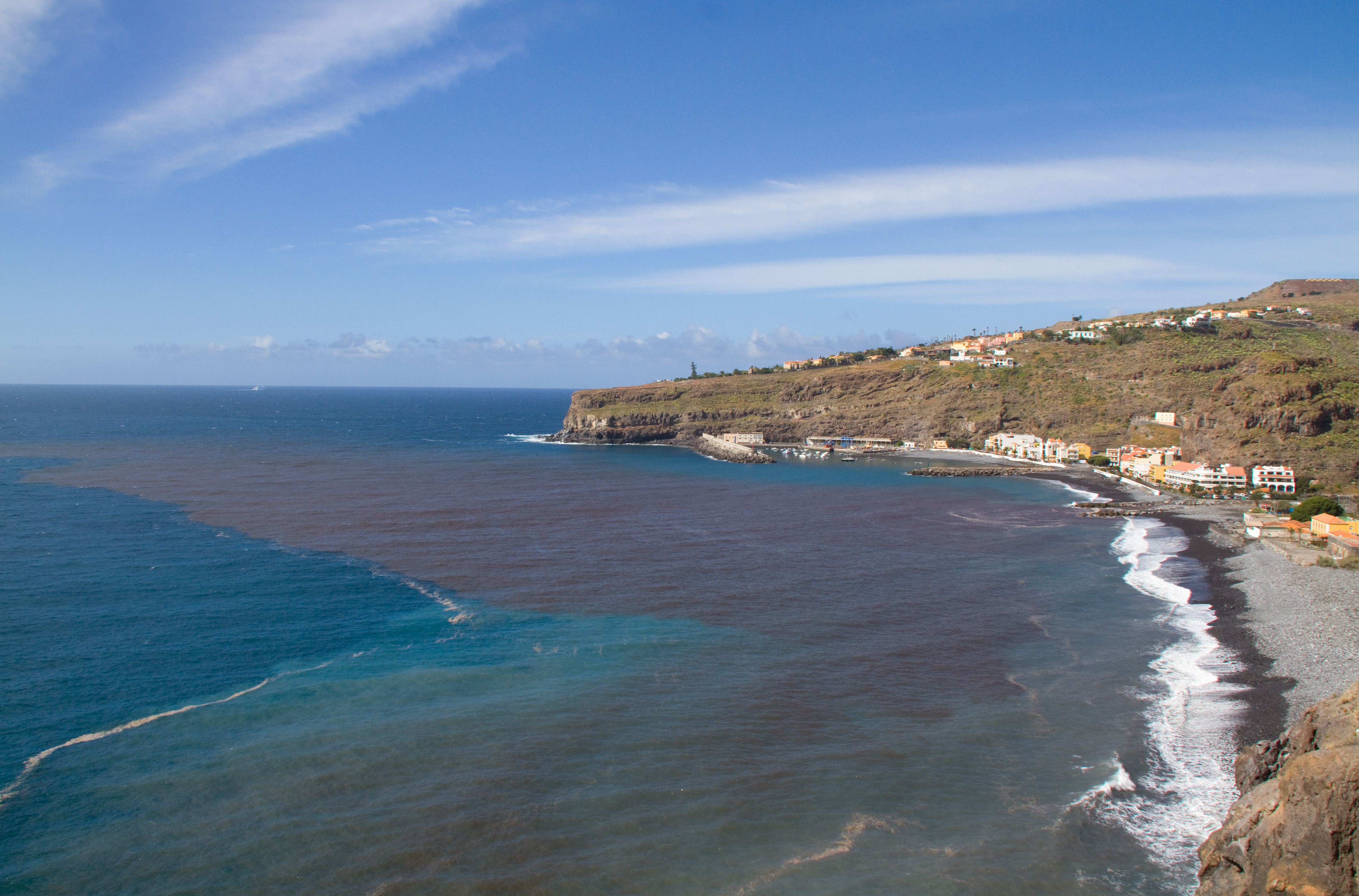
圣地亚哥海滩
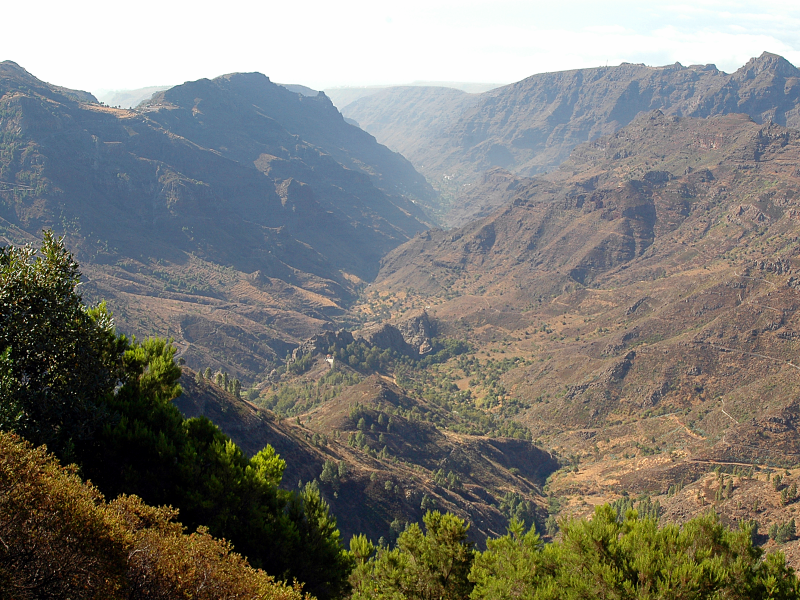
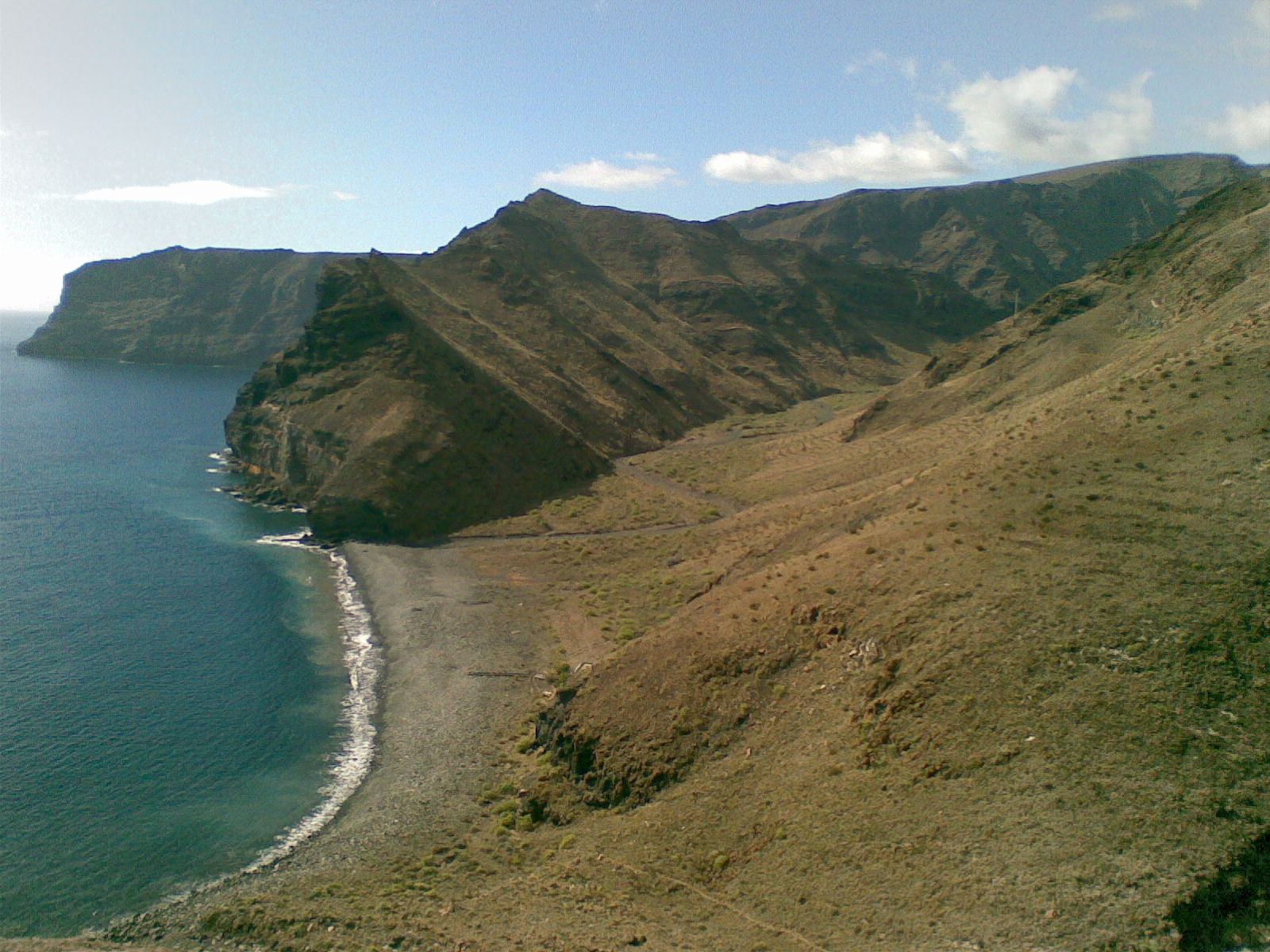